# Концепция решения
Концепцией решения (англ. solution concept) в теории игр называют формальное правило, предсказывающее, по какому сценарию пройдёт игра. Если говорить точнее, предсказания касаются стратегий игроков и, следовательно, исхода игры при заданных допущениях. Предсказания называются решениями игры. Наиболее распространены равновесные концепции решения, в том числе равновесие Нэша. Существуют и иные концепции, не являющиеся равновесными. В отличие от равновесных, они не требуют от игроков обоснованных вер о поведении оппонентов.
Та или иная концепция может давать не одно, но несколько решений. Подобное предсказание становится менее ценным, ведь на практике реализуется ровно одна ситуация. Для этого вводятся рафинирования (англ. refinement) концепций — более строгие требования, которые призваны сократить число решений. Требования формулируются таким образом, чтобы отбросить решения, реализация которых на практике менее вероятна.

## Определение
Пусть {\displaystyle \Gamma } есть класс всех игр, и пусть для любой игры {\displaystyle G\in \Gamma } множество {\displaystyle S_{G}} есть множество стратегических профилей игры {\displaystyle G}. Концепция решения — это элемент прямого произведения {\displaystyle \Pi _{G\in \Gamma }2^{S_{G}};}, то есть функция {\displaystyle F:\Gamma \rightarrow \bigcup \nolimits _{G\in \Gamma }2^{S_{G}}} такая, что {\displaystyle F(G)\subseteq S_{G}} для всех {\displaystyle G\in \Gamma .}.